# Антоній Кувечинський
Антонін Кувечинський (чернече iм'я — Антоній; *1705, Великі Будища — †10 квітня 1737, Москва) — український релігійний діяч доби Гетьманщини, ректор Московської слов'яно-греко-латинської академії, архімандрит Московського Заіконаспаського монастиря.

## Біографія
Народився в сім'ї священика.
Вищу освіту отримав в Києво-Могилянській академії. Імовірно, крім КМА, навчався за кордоном, де познайомився з «книжным искусством». У 1730/1731 навчальному році читав у Києво-Могилянській академії разом зі Стефаном Скорачинським курс риторики під назвою «Liber rhetorices de eloquentia ecclesiastica et civili continens in se artem inveniendi, disponendi et eloquendi nec non modos docendi movendi, delectandi ac in primis amplificandi in usum rossiacae iuventutis in collegio Kijevomohylaeano anno 1732, Jannuarii 11 die» («Риторична книга про церковне i світське красномовство, яка містить у co6 i мистецтво знаходження матеріалу, виклади i способи навчання, збудження, втішення перш за все ампліфікації, до використання російському юнацтву в колегіумі Києво-Могилянському 1732 року 11 січня»).
У 1731 році Кувечинський прийняв чернечий постриг у Києво-Печерській лаврі від архімандрита Романа Копи, у 1732 році його висвячено архієпископом Київським, Галицьким i всієї України Рафаїлом Заборовським у сан ієродиякона, а згодом — ієромонаха. Залишався в КМА викладачем.
У 1733 році примусово емігрував до Московщини. Працював в Московській слов'яно-греко-латинській академії, де у березні він обійняв посаду професора філософії та проповідника. У грудні 1733 році Кувечинського призначено префектом, а у 1736 році — ректором Московської слов'яно-греко-латинської академії i архімандритом Московського Заіконоспаського монастиря.
На 32 році життя Кувечинського обірвалося.